# منتخب كوريا الشمالية تحت 17 سنة لكرة القدم
منتخب كوريا الشمالية تحت 17 سنة لكرة القدم ((الكورية: 조선민주주의인민공화국 U-17 축구 국가대표팀))، وتسمى رسمياً لدى منظمة فيفا والاتحاد الآسيوي لكرة القدم (منتخب كوريا الديمقراطية لكرة القدم)، وهي منتخب قومي لكرة القدم في كوريا الشمالية، حيث حصل كوريا الشمالية على بطولة آسيا تحت 16 سنة مرتين سنة 2010 و2014، كما تأهلت لكأس العالم تحت 17 سنة 5 مرات.